# Tony Award al miglior musical
Il Tony Award al miglior musical (Tony Award for Best musical) è una categoria del Tony Award, e un premio che dal 1949 celebra il musical considerato il migliore della stagione a Broadway.

## Vincitori e candidati

### Anni 1940
- 1949
  - Kiss Me, Kate – libretto di Samuel e Bella Spewack, musiche e testi di Cole Porter; basato sulla commedia The Taming of the Shrew di William Shakespeare

### Anni 1950
- 1950
  - South Pacific – libretto di Oscar Hammerstein II e Joshua Logan, musiche di Richard Rodgers, testi di Oscar Hammerstein II; basato sulla raccolta Tales of the South Pacific di James A. Michener
- 1951
  - Guys and Dolls – libretto di Jo Swerling e Abe Burrows, musiche e testi di Frank Loesser; basato sui racconti The Idyll of Miss Sarah Brown e Blood Pressure di Damon Runyon
- 1952 
  - The King and I – libretto e testi di Oscar Hammerstein II, musiche di Richard Rodgers; basato sul romanzo Anna e il re di Margaret Landon
- 1953
  - Wonderful Town – libretto di Joseph Fields e Jerome Chodorov, musiche di Leonard Bernstein, testi di Betty Comden e Adolph Green; basato sul romanzo My Sister Eileen di Ruth McKenney e sull'opera teatrale di Joseph Fields e Jerome Chodorov
- 1954
  - Kismet – libretto di Charles Lederer e Luther Davis, musiche di Alexander Borodin, testi di Robert Wright e George Forrest; basato sulla commedia omonima di Edward Knoblock
- 1955
  - The Pajama Game – libretto di George Abbott e Richard Bissell, musiche e testi di Richard Adler e Jerry Ross; basato sul romanzo 7½ Cents di Bissell
  - Fanny – libretto di S. N; behrman e Joshua Logan, musiche e testi di Harold Rome; basato sulle opere Marius, Fanny e César di Marcel Pagnol
  - Peter Pan – musiche di Moose Charlap, testi di Carolyn Leigh, ulteriori musiche di Jule Styne, ulteriori testi di Betty Comden e Adolph Green; basato sul romanzo Peter Pan di J. M; barrie
  - Plain and Fancy – libretto di Joseph Stein e Will Glickman, musiche di Albert Hague, testi di Arnold Horwitt
  - Silk Stockings – libretto di George S. Kaufman, Leueen MacGrath e Abe Burrows, musiche e testi di Cole Porter; basato sul film Ninotchka di Melchior Lengyel
- 1956
  - Damn Yankees – libretto di George Abbott e Douglass Wallop, musiche di Richard Adler e Jerry Ross; basato sul romanzo The Year the Yankees Lost the Pennant di Douglass Wallop
  - Pipe Dream – libretto e testi di Oscar Hammerstein II, musiche di Richard Rodgers; basato sul romanzo Quel fantastico giovedì di John Steinbeck
- 1957
  - My Fair Lady – libretto e testi di Alan Jay Lerner, musiche di Frederick Loewe; basato sulla commedia Pigmalione di George Bernard Shaw
  - Bells Are Ringing – libretto e testi di Betty Comden e Adolph Green, musiche di Jule Styne
  - Candide – libretto di Lillian Hellman, musiche di Leonard Bernstein, testi di Richard Wilbur; basato sul romanzo Candido di Voltaire
  - The Most Happy Fella – libretto, musiche e testi di Frank Loesser; basato sull'opera They Knew What They Wanted di Sidney Howard
- 1958
  - The Music Man – libretto di Meredith Willson e Franklin Lacey, musiche e testi di Meredith Willson
  - West Side Story – libretto di Arthur Laurents, musiche di Leonard Bernstein, testi di Stephen Sondheim; ispirato alla tragedia Romeo e Giulietta di William Shakespeare
  - New Girl in Town – libretto di George Abbott, musiche e testi di Bob Merrill; basato sull'opera Anna Christie di Eugene O'Neill
  - Oh, Captain! – libretto di Al Morgan e José Ferrer, musiche e testi di Jay Livingston e Ray Evans; basato sul film Il paradiso del Capitano Holland
  - Jamaica – libretto di E. Y. Harburg e Fred Saidy, musiche di Harold Arlen, testi di E. Y. Harburg
- 1959
  - Redhead – libretto di Herbert e Dorothy Fields, Sidney Sheldon e David Shaw, musiche di Albert Hague, testi di Dorothy Fields
  - Flower Drum Song – libretto di Oscar Hammerstein II e Joseph Fields, testi di Oscar Hammerstein II, musiche di Richard Rodgers; basato sul romanzo The Flower Drum Song di C. Y. Lee
  - La Plume de Ma Tante – libretto di Robert Dhery, musiche di Gérard Calvi, testi di Ross Parker

### Anni 1960
- 1960 (ex aequo)
  - The Sound of Music – libretto di Howard Lindsay e Russel Crouse, testi di Oscar Hammerstein II, musiche di Richard Rodgers; basato sul romanzo La famiglia Trapp di Maria Augusta Trapp
  - Fiorello! – libretto di Jerome Weidman e George Abbott, testi di Sheldon Harnick, musiche di Jerry Bock; basato sulla vita di Fiorello La Guardia
  - Gypsy – libretto di Arthur Laurents, testi di Stephen Sondheim, musiche di Jule Styne
  - Once Upon a Mattress – libretto di Jay Thompson, Marshall Barer e Dean Fuller, testi di Marshall Barer, musiche di Mary Rodgers
  - Take Me Along – libretto di Joseph Stein e Robert Russell, testi e musiche di Bob Merrill; basato sull'opera Ah, Wilderness! di Eugene O'Neill
- 1961
  - Bye Bye Birdie – libretto di Michael Stewart, musiche di Charles Strouse, testi di Lee Adams
  - Do-Re-Mi – libretto di Garson Kanin, musiche di Jule Styne, testi di Betty Comden e Adolph Green
  - Irma La Douce – libretto originale in francese e testi di Alexere Breffort, musiche di Marguerite Monnot, libretto in inglese e testi di Julian More, David Heneker e Monty Norman
- 1962
  - How to Succeed in Business Without Really Trying – libretto di Abe Burrows, Jack Weinstock e Willie Gilbert, musiche e testi di Frank Loesser; basato sul manuale omonimo di Shepherd Mead
  - Carnival! – libretto di Michael Stewart e Helen Deutsch, musiche e testi di Bob Merrill
  - Milk and Honey – libretto di Don Appell, testi e musiche di Jerry Herman
  - No Strings – libretto di Samuel A. Taylor, musiche e testi di Richard Rodgers
- 1963
  - A Funny Thing Happened on the Way to the Forum – libretto di Burt Shevelove e Larry Gelbart, musiche e testi di Stephen Sondheim; basato sulle commedie di Plauto
  - Little Me – libretto di Neil Simon, musiche di Cy Coleman, testi di Carolyn Leigh
  - Oliver! – libretto, musiche e testi di Lionel Bart; basato sul romanzo Oliver Twist di Charles Dickens
  - Stop the World - I Want to Get Off – libretto, musiche e testi di Leslie Bricusse e Anthony Newley
- 1964
  - Hello, Dolly! – libretto di Michael Stewart, musiche e testi di Jerry Herman; basato sull'opera The Matchmaker di Thornton Wilder
  - Funny Girl – libretto di Isobel Lennart, musiche di Jule Styne, testi di Bob Merrill
  - High Spirits – libretto, testi e musiche di Hugh Martin e Timothy Gray
  - She Loves Me – libretto di Joe Masteroff, musiche di Jerry Bock, testi di Sheldon Harnick
- 1965
  - Fiddler on the Roof – libretto di Joseph Stein, musiche di Jerry Bock, testi di Sheldon Harnick; basato sui racconti Tevye di Scholem Aleichem
  - Golden Boy – libretto di Clifford Odets e William Gibson, musiche di Charles Strouse, testi di Lee Adams
  - Half a Sixpence – libretto di Beverley Cross, musiche e testi di David Heneker
  - Oh, What a Lovely War! – di Joan Littlewood e Theatre Workshop, Charles Chilton e membri del cast
- 1966
  - Man of La Mancha – libretto di Dale Wasserman, musiche di Mitch Leigh, testi di Joe Darion; basato sull'opera televisiva I, Don Quixote di Dale Wasserman, che è basato sul romanzo Don Quixote di Miguel de Cervantes
  - Mame – libretto di Jerome Lawrence e Robert E. Lee, musiche e testi di Jerry Herman
  - Skyscraper – libretto di Peter Stone, musiche di Jimmy Van Heusen, testi di Sammy Cahn
  - Sweet Charity – libretto di Neil Simon, musiche di Cy Coleman, testi di Dorothy Fields
- 1967
  - Cabaret – libretto di Joe Masteroff, musiche di John Kander, testi di Fred Ebb; basato sull'opera I Am a Camera di John Van Druten
  - I Do! I Do! – libretto e testi di Tom Jones, musiche di Harvey Schmidt
  - The Apple Tree – libretto di Sheldon Harnick e Jerry Bock, musiche di Jerry Bock, testi di Sheldon Harnick
  - Walking Happy – libretto di Roger O. Hirson e Ketti Frings, musiche di Jimmy Van Heusen, testi di Sammy Cahn
- 1968
  - Hallelujah, Baby! - libretto di Arthur Laurents, musiche di Jule Styne, testi di Betty Comden e Adolph Green
  - The Happy Time – libretto di N. Richard Nash, musiche di John Kander, testi di Fred Ebb
  - How Now, Dow Jones – libretto di Max Shulman, musiche di Elmer Bernstein, testi di Carolyn Leigh
  - Illya Darling – libretto di Jules Dassin, musiche di Manos Hadjidakis, testi di Joe Darion
- 1969
  - 1776 – libretto di Peter Stone, musiche e testi di Sherman Edwards
  - Hair – libretto di Gerome Ragni e James Rado, musiche di Galt MacDermot, testi di James Rado
  - Promises, Promises – libretto di Neil Simon, musiche di Burt Bacharach, testi di Hal David
  - Zorba – libretto di Joseph Stein, musiche di John Kander, testi di Fred Ebb

### Anni 1970
- 1970
  - Applause – libretto di Betty Comden e Adolph Green, musiche di Charles Strouse, testi di Lee Adams; basato sul film Eva contro Eva
  - Coco – libretto e testi di Alan Jay Lerner, musiche di André Previn
  - Purlie – libretto di Ossie Davis, Philip Rose e Peter Udell, musiche di Gary Geld, testi di Peter Udell
- 1971
  - Company – libretto di George Furth, musiche e testi di Stephen Sondheim
  - The Me Nobody Knows – libretto di Robert H. Livingston, Herb Schapiro, Stephen M. Joseph, musiche di Gary William Friedman, testi di Will Holt
  - The Rothschilds – libretto di Sherman Yellen, musiche di Jerry Bock, testi di Sheldon Harnick
- 1972
  - Two Gentlemen of Verona – musiche di Galt MacDermot, testi di John Guare; basato sulla commedia I due gentiluomini di Verona di William Shakespeare
  - Ain't Supposed to Die a Natural Death – libretto, musiche e testi di Melvin Van Peebles
  - Follies – libretto di James Goldman, musiche e testi di Stephen Sondheim.
  - Grease – libretto, musiche e testi di Jim Jacobs e Warren Casey
- 1973
  - A Little Night Music – libretto di Hugh Wheeler, musiche e testi di Stephen Sondheim; basato sul film Smiles of a Summer Night
  - Don't Bother Me, I Can't Cope – libretto, musiche e testi di Micki Grant
  - Pippin – libretto di Roger O. Hirson e Bob Fosse, musiche e testi di Stephen Schwartz
  - Sugar – libretto di Peter Stone, musiche di Jule Styne, testi di Bob Merrill
- 1974
  - Raisin – libretto di Robert Nemiroff e Charlotte Zaltzberg, musiche di Judd Woldin, testi di Robert Brittan; basato sull'opera A Raisin in the Sun di Lorraine Hansberry
  - Over Here! – libretto di Will Holt, musiche e testi di Richard M. Sherman e Robert B. Sherman
  - Seesaw – libretto di Michael Bennett, musiche di Cy Coleman, testi di Dorothy Fields
- 1975
  - The Wiz – libretto di William F; brown, musiche e testi di Charlie Smalls; basato sul romanzo The Wonderful Wizard of Oz di L. Frank Baum
  - Mack & Mabel – libretto di Michael Stewart, musiche e testi di Jerry Herman
  - The Lieutenant – libretto, musiche e testi di Gene Curty, Nitra Scharfman e Chuck Stre
  - Shenandoah – libretto di James Lee Barrett, Peter Udell e Philip Rose, musiche di Gary Geld, testi di Peter Udell
- 1976
  - A Chorus Line – libretto di James Kirkwood, musiche di Marvin Hamlisch, testi di Edward Kleban
  - Bubbling Brown Sugar – libretto di Loften Mitchell
  - Chicago – libretto di Fred Ebb e Bob Fosse, musiche di John Keer, testi di Fred Ebb
  - Pacific Overtures – libretto di John Weidman, musiche e testi di Stephen Sondheim
- 1977
  - Annie – libretto di Thomas Meehan, musiche di Charles Strouse, testi di Martin Charnin; basato sul fumetto Little Orphan Annie di Harold Gray
  - Happy End – musiche di Kurt Weill, testi di Bertolt Brecht
  - I Love My Wife – libretto e testi di Michael Stewart, musiche di Cy Coleman
  - Side by Side by Sondheim – musiche e testi di Stephen Sondheim
- 1978
  - Ain't Misbehavin' – musiche di Thomas "Fats" Waller
  - Dancin' – nessun autore accreditato; diretto da Bob Fosse
  - On the Twentieth Century – libretto e testi di Betty Comden e Adolph Green, musiche di Cy Coleman
  - Runaways – libretto, musiche e testi di Elizabeth Swados
- 1979
  - Sweeney Todd: The Demon Barber of Fleet Street – libretto di Hugh Wheeler, musiche e testi di Stephen Sondheim; basato sull'opera Sweeney Todd, The Demon Barber of Fleet Street di Christopher Bond, che è basata sul racconto The String of Pearls
  - Ballroom – libretto di Jerome Kass, musiche di Billy Goldenberg, testi di Alan Bergman e Marilyn Bergman
  - The Best Little Whorehouse in Texas – libretto di Larry L. King e Peter Masterson, musiche e testi di Carol Hall
  - They're Playing Our Song – libretto di Neil Simon, musiche di Marvin Hamlisch, testi di Carole Bayer Sager

### Anni 1980
- 1980
  - Evita – libretto e testi di Tim Rice, musiche di Andrew Lloyd Webber; basato sulla vita di Eva Perón
  - A Day in Hollywood / A Night in the Ukraine – libretto e testi di Dick Vosburgh, musiche di Frank Lazarus
  - Barnum – libretto di Mark Bramble, musiche di Cy Coleman, testi di Michael Stewart
  - Sugar Babies – Written di Ralph G. Allen, musiche di Jimmy McHugh, testi di Dorothy Fields e Al Dubin
- 1981
  - 42nd Street – libretto di Michael Stewart e Mark Bramble, musiche di Harry Warren, testi di Al Dubin; basato sul film Quarantaduesima strada, che è basato sul romanzo 42nd Street di Bradford Ropes
  - Sophisticated Ladies – musiche di Duke Ellington
  - Tintypes – libretto di Mel Marvin e Gary Pearle
  - Woman of the Year – libretto di Peter Stone, musiche di John Keer, testi di Fred Ebb
- 1982
  - Nine – libretto di Arthur Kopit, musiche e testi di Maury Yeston; basato sul film 8½
  - Dreamgirls – libretto e testi di Tom Eyen, musiche di Henry Krieger
  - Joseph and the Amazing Technicolor Dreamcoat – libretto e testi di Tim Rice, musiche di Andrew Lloyd Webber
  - Pump Boys and Dinettes – libretto, musiche e testi di Pump Boys e Dinettes (organizzazione teatrale con John Foley, Mark Hardwick, Debra Monk, Cass Morgan, John Schimmel e Jim Wann)
- 1983
  - Cats – musiche di Andrew Lloyd Webber, testi di Trevor Nunn; basato sulla raccolta Old Possum's libretto of Practical Cats di T. S. Eliot
  - Blues in the Night – nessun autore accreditato, diretto da Sheldon Epps
  - Merlin – libretto di Richard Levinson e William Link, musiche di Elmer Bernstein, testi di Don Black
  - My One and Only – libretto di Peter Stone e Timothy S. Mayer, musiche di George Gershwin, testi di Ira Gershwin
- 1984
  - La Cage aux Folles – libretto di Harvey Fierstein, musiche e testi di Jerry Herman; basato sull'opera Le Cage aux Follies di Jean Poiret
  - Baby – libretto di Sybille Pearson, musiche di David Shire, testi di Richard Maltdi Jr
  - Sunday in the Park with George – libretto di James Lapine, musiche e testi di Stephen Sondheim; ispirato al dipinto Un dimanche après-midi à l'Île de la Grande Jatte di Georges Seurat
  - The Tap Dance Kid – libretto di Charles Blackwell, musiche di Henry Krieger, testi di Robert Lorick
- 1985
  - Big River – libretto di William Hauptman, musiche e testi di Roger Miller; basato sul romanzo Le avventure di Huckleberry Finn di Mark Twain
  - Grind – libretto di Fay Kanin, musiche di Larry Grossman, testi di Ellen Fitzhugh
  - Leader of the Pack – libretto di Anne Beatts
  - Quilters – libretto di Molly Newman e Barbara Damashek, musiche e testi di Barbara Damashek
- 1986
  - The Mystery of Edwin Drood – libretto, musiche e testi di Rupert Holmes; basato sul romanzo Il mistero di Edwin Drood di Charles Dickens
  - Big Deal – libretto di Bob Fosse, vari compositori
  - Song and Dance – musiche di Andrew Lloyd Webber, testi di Don Black
  - Tango Argentino – nessun autore accreditato, diretto da Claudio Segovia e Héctor Orezzoli
- 1987
  - Les Misérables – libretto di Claude-Michel Schönberg e Alain Boublil, musiche di Claude-Michel Schönberg, testi di Herbert Kretzmer; basato sul romanzo I miserabili di Victor Hugo
  - Me and My Girl – libretto e testi di L. Arthur Rose e Douglas Furber, musiche di Noel Gay
  - Rags – libretto di Joseph Stein, musiche di Charles Strouse, testi di Stephen Schwartz
  - Starlight Express – musiche di Andrew Lloyd Webber, testi di Richard Stilgoe
- 1988
  - The Phantom of the Opera – libretto di Richard Stilgoe e Andrew Lloyd Webber, musiche di Andrew Lloyd Webber, testi di Charles Hart; basato sul romanzo Il fantasma dell'Opera di Gaston Leroux
  - Into the Woods – libretto di James Lapine, musiche e testi di Stephen Sondheim
  - Romance/Romance – libretto e testi di Barry Harman, musiche di Keith Herrmann
  - Sarafina! – libretto, musiche e testi di Mbongeni Ngema
- 1989
  - Jerome Robbins' Broadway – nessun autore accreditato, diretto da Jerome Robbins
  - Black and Blue – nessun autore accreditato; diretto da Claudio Segovia e Héctor Orezzoli
  - Starmites – libretto di Stuart Ross e Barry Keating, musiche e testi di Barry Keating

### Anni 1990
- 1990
  - City of Angels – libretto di Larry Gelbart, musiche di Cy Coleman, testi di David Zippel
  - Aspects of Love – libretto di Andrew Lloyd Webber, musiche di Andrew Lloyd Webber, testi di Don Black e Charles Hart
  - Grand Hotel – libretto di Luther Davis, musiche e testi di George Forrest e Robert Wright
  - Meet Me in St. Louis – libretto di Hugh Wheeler, musiche e testi di Ralph Blane e Hugh Martin
- 1991
  - The Will Rogers Follies – libretto di Peter Stone, musiche di Cy Coleman, testi di Betty Comden e Adolph Green
  - Miss Saigon – libretto di Alain Boublil e Claude-Michel Schönberg, musiche di Claude-Michel Schönberg, testi di Alain Boublil e Richard Maltdi, Jr.
  - Once on This Island – libretto e testi di Lynn Ahrens, musiche di Stephen Flaherty
  - The Secret Garden – libretto e testi di Marsha Norman, musiche di Lucy Simon
- 1992
  - Crazy for You – libretto di Ken Ludwig, musiche di George Gershwin, testi di Ira Gershwin; basato sul musical Girl Crazy
  - Falsettos – libretto di William Finn e James Lapine, musiche e testi di William Finn
  - Five Guys Named Moe – concept di Clarke Peters, musiche e testi di vari compositori
  - Jelly's Last Jam – libretto di George C. Wolfe, musiche di Jelly Roll Morton, testi di Susan Birkenhead
- 1993
  - Kiss of the Spider Woman – libretto di Terrence McNally, musiche di John Kander, testi di Fred Ebb; basato sul romanzo Kiss of the Spider Woman di Manuel Puig
  - Blood Brothers – libretto, musiche e testi di Willy Russell
  - The Goodbye Girl – libretto di Neil Simon, musiche di Marvin Hamlisch, testi di David Zippel
  - The Who's Tommy – libretto di Pete Townshend e Des McAnuff, musiche e testi di Pete Townshend
- 1994
  - Passion – libretto di James Lapine, musiche e testi di Stephen Sondheim; basato sul film Passione d'amore
  - A Grand Night for Singing – musiche di Richard Rodgers, testi di Oscar Hammerstein II
  - Beauty and the Beast – libretto di Linda Woolverton, musiche di Alan Menken, testi di Howard Ashman e Tim Rice; basato sul film La bella e la bestia
  - Cyrano: The musical – libretto e testi di Koen van Dijk, musiche di Ad van Dijk
- 1995:
  - Sunset Boulevard – libretto di Christopher Hampton e Don Black, musiche di Andrew Lloyd Webber, testi di Don Black; basato sul film Viale del tramonto
  - Smokey Joe's Cafe – musiche e testi di Jerry Leiber e Mike Stoller
- 1996
  - Rent – libretto, musiche e testi di Jonathan Larson; basato sull'opera La bohème di Giacomo Puccini
  - Bring in 'da Noise, Bring in 'da Funk – libretto di Reg E. Gaines, musiche di Daryl Waters, Zane Mark e Ann Duquesnay, testi di Reg E. Gaines, George C. Wolfe e Ann Duquesnay
  - Chronicle of a Death Foretold – libretto adattato di Graciela Daniele e Jim Lewis, musiche di Bob Telson; basato sul romanzo Chronicle of a Death Foretold di Gabriel García Márquez
  - Swinging on a Star – libretto di Michael Leeds, musiche di vari compositori, testi di Johnny Burke
- 1997
  - Titanic – libretto di Peter Stone, musiche e testi di Maury Yeston; basato sulla vicenda del RMS Titanic
  - Juan Darien – libretto di Elliot Goldenthal e Julie Taymor, musiche di Elliot Goldenthal, testi di Elliot Goldenthal
  - Steel Pier – libretto di David Thompson, musiche di John Keer, testi di Fred Ebb
  - The Life – libretto di Cy Coleman, David Newman e Ira Gasman, musiche di Cy Coleman, testi di Ira Gasman
- 1998
  - The Lion King – libretto di Roger Allers e Irene Mecchi, musiche di Elton John, testi di Tim Rice, ulteriori musiche e ulteriori testi di Lebo M, Mark Mancina, Jay Rifkin, Julie Taymor e Hans Zimmer; basato sul film Il re leone
  - Side Show – libretto e testi di Bill Russell, musiche di Henry Krieger
  - The Scarlet Pimpernel – libretto e testi di Nan Knighton, musiche di Frank Wildhorn
  - Ragtime – libretto di Terrence McNally, musiche di Stephen Flaherty, testi di Lynn Ahrens
- 1999
  - Fosse – ideato da Richard Maltby, Jr., Chet Walker e Ann Reinking, musiche e testi di vari compositori
  - The Civil War – libretto di Gregory Boyd e Frank Wildhorn, musiche di Frank Wildhorn, testi di Jack Murphy
  - It Ain't Nothin' But the Blues – libretto di Charles Bevel, Lita Gaithers, Randal Myler, Ron Taylor e Dan Wheetman, musiche e testi di vari compositori
  - Parade – libretto di Alfred Uhry, musiche e testi di Jason Robert Brown

### Anni 2000
- 2000
  - Contact – ideato da Susan Stroman e John Weidman, libretto di John Weidman, musiche e testi di vari compositori
  - James Joyce's The Dead – libretto di Richard Nelson, musiche di Shaun Davey, testi di Richard Nelson e Shaun Davey
  - Swing! – ideato da Paul Kelley, musiche e testi di vari compositori
  - The Wild Party – libretto di Michael John LaChiusa e George C. Wolfe, musiche e testi di Michael John LaChiusa
- 2001
  - The Producers – libretto di Mel Brooks e Thomas Meehan, musiche/testi di Mel Brooks; basato sul film Per favore, non toccate le vecchiette
  - A Class Act – libretto di Linda Kline e Lonny Price, musiche e testi di Edward Kleban
  - The Full Monty – libretto di Terrence McNally, musiche e testi di David Yazbek
  - Jane Eyre – libretto di John Caird, musiche di Paul Gordon, testi di John Caird e Paul Gordon; basato sul romanzo Jane Eyre di Charlotte Brontë
- 2002
  - Thoroughly Modern Millie – libretto di Richard Morris e Dick Scanlan, musiche di Jeanine Tesori, testi di Dick Scanlan; basato sul film Thoroughly Modern Millie
  - Mamma Mia! – libretto di Catherine Johnson, musiche e testi di Benny Andersson e Björn Ulvaeus
  - Sweet Smell of Success – libretto di John Guare, musiche di Marvin Hamlisch, testi di Craig Carnelia
  - Urinetown: The Musical – libretto di Greg Kotis, musiche di Mark Hollman, testi di Greg Kotis e Mark Hollman
- 2003
  - Hairspray – libretto di Mark O'Donnell e Thomas Meehan, musiche di Marc Shaiman, testi di Scott Wittman e Marc Shaiman; basato sul film Grasso è bello
  - Amour – libretto e testi originali in francese di Didier Van Cauwelaert, libretto adattato e testi in inglese di Jeremy Sams, musiche di Michel Legre
  - A Year with Frog e Toad – libretto e testi di Willie Reale, musiche di Robert Reale
  - Movin' Out – musiche e testi di Billy Joel
- 2004
  - Avenue Q – libretto di Jeff Whitty, musiche e testi di Robert Lopez e Jeff Marx
  - The Boy from Oz – libretto originale di Nick Enright, libretto adattato di Martin Sherman, musiche e testi di Peter Allen
  - Caroline, or Change – libretto e testi di Tony Kushner, musiche di Jeanine Tesori
  - Wicked – libretto di Winnie Holzman, musiche e testi di Stephen Schwartz; basato sul romanzo Wicked: The Life e Times of the Wicked Witch of the West di Gregory Maguire
- 2005
  - Monty Python's Spamalot – libretto e testi di Eric Idle, musiche di John Du Prez e Eric Idle; basato sul film Monty Python e the Holy Grail
  - The Light in the Piazza – libretto di Craig Lucas, musiche e testi di Adam Guettel; basato sul racconto The Light in the Piazza di Elizabeth Spencer
  - Dirty Rotten Scoundrels – libretto di Jeffrey Lane, musiche e testi di David Yazbek
  - The 25th Annual Putnam County Spelling Bee – libretto di Rachel Sheinkin, musiche e testi di William Finn
- 2006
  - Jersey Boys – libretto di Marshall Brickman e Rick Elice, musiche e testi di Bob Gaudio e Bob Crewe; ispirato alle vite de The Four Seasons
  - The Color Purple – libretto di Marsha Norman, musiche e testi di Brenda Russell, Allee Willis e Stephen Bray; basato sul romanzo Il colore viola di Alice Walker
  - The Drowsy Chaperone – libretto di Bob Martin e Don McKellar, musiche e testi di Lisa Lambert e Greg Morrison
  - The Wedding Singer – libretto di Tim Herlihy e Chad Beguelin, musiche di Matthew Sklar, testi di Chad Beguelin; basato sul film Prima o poi me lo sposo
- 2007
  - Spring Awakening – libretto di Steven Sater, musiche di Duncan Sheik, testi di Steven Sater; basato sull'opera Spring Awakening di Frank Wedekind
  - Curtains – libretto di Rupert Holmes, musiche di John Kander, testi di Fred Ebb
  - Grey Gardens – libretto di Doug Wright, musiche di Scott Frankel, testi di Michael Korie; basato sul documentario Grey Gardes
  - Mary Poppins – libretto di Julian Fellowes, musiche e testi di Robert B. Sherman, Richard M. Sherman, George Stiles e Anthony Drewe; basato sul romanzo Mary Poppins di Pamela Lyndon Travers e il film Mary Poppins
- 2008
  - In the Heights – libretto di Quiara Alegría Hudes, musiche e testi di Lin-Manuel Miranda; originale
  - Cry-Baby – libretto di Mark O'Donnell e Thomas Meehan, musiche di Adam Schlesinger, testi di David Javerbaum; originale
  - Passing Strange – libretto e testi di Stew, musiche di Stew e Heidi Rodewald; originale
  - Xanadu – libretto di Douglas Carter Beane, musiche e testi di Jeff Lynne e John Farrar; basato sul film Xanadu
- 2009
  - Billy Elliot the musical – libretto e testi di Lee Hall, musiche di Elton John; basato sul film Billy Elliot
  - Next to Normal – libretto e testi di Brian Yorkey, musiche di Tom Kitt; originale
  - Rock of Ages – libretto di Chris D'Arienzo, musiche e testi di vari compositori; originale
  - Shrek the musical – libretto e testi di David Lindsay-Abaire, musiche di Jeanine Tesori; basato sul film Shrek e sul romanzo Shrek! di William Steig

### Anni 2010
- 2010
  - Memphis – libretto e testi di Joe DiPietro, musiche e testi di David Bryan; ispirato alla vita di Dewey Phillips
  - American Idiot – libretto di Michael Mayer, libretto e testi di Billie Joe Armstrong, musiche dei Green Day; ispirato alle vite dei Green Day
  - Fela! – libretto di Bill T. Jones e Jim Lewis, musiche e testi di Fela Kuti; ispirato alla vita di Fela Anikulapo Kuti
  - Million Dollar Quartet – libretto di Colin Escott e Floyd Mutrux, musiche e testi di vari compositori; ispirato alla sessione di registrazione Million Dollar Quartet
- 2011
  - The Book of Mormon – libretto, musiche e testi di Trey Parker, Robert Lopez e Matt Stone; originale
  - Catch Me If You Can – libretto di Terrence McNally, musiche e testi di Marc Shaiman, testi di Scott Wittman; basato sul film Prova a prendermi
  - The Scottsboro Boys – libretto di David Thompson, musiche e testi di John Kander e Fred Ebb; ispirato al processo dei Scottsboro Boys
  - Sister Act – libretto di Cheri Steinkellner, Bill Steinkellner e Douglas Carter Beane, musiche di Alan Menken, testi di Glenn Slater; basato sul film Sister Act - Una svitata in abito da suora
- 2012
  - Once – libretto di Enda Walsh, musiche e testi di Glen Hansard e Markéta Irglová; basato sul film Once (Una volta)
  - Leap of Faith – libretto di Janus Cercone e Glenn Starter, musiche di Alan Menken, testi di Glenn Slater; basato sul film Vendesi miracolo
  - Newsies – libretto di Harvey Fierstein, musiche di Alan Menken, testi di Jack Feldman; basato sul film Gli strilloni
  - Nice Work If You Can Get It – libretto di Joe DiPietro, musiche e testi di George e Ira Gershwin; basato su materiale di Guy Bolton and P. G. Wodehouse
- 2013
  - Kinky Boots – libretto di Harvey Fierstein, musiche e testi di Cyndi Lauper; basato sul film Kinky Boots - Decisamente diversi
  - Bring It On: The musical – libretto di Jeff Whitty, musiche di Lin-Manuel Miranda e Tom Kitt, testi di Amea Green e Miranda; basato sul film Ragazze nel pallone
  - A Christmas Story: The musical – libretto di Joseph Robinette, musiche e testi di Benj Pasek e Justin Paul; basato sul film A Christmas Story - Una storia di Natale
  - Matilda the musical – libretto di Dennis Kelly, musiche e testi di Tim Minchin; basato sul romanzo Matilda di Roald Dahl
- 2014
  - A Gentleman's Guide to Love and Murder – libretto di Robert L. Freedman, musiche di Steven Lutvak, testi di Freedman e Lutvak; basato sul romanzo Israel Rank: The Autobiography of a Criminal di Roy Horniman
  - After Midnight – musiche e testi di vari compositori; ispirato all'evento Cotton Club Parade del New York City Center e Lincoln Center
  - Aladdin – libretto di Chad Beguelin, musiche di Alan Menken, testi di Beguelin, Howard Ashman e Tim Rice; basato sul film Aladdin
  - Beautiful: The Carole King musical – libretto di Douglas McGrath, musiche e testi di Gerry Goffin, Carole King, Barry Mann e Cynthia Weil; ispirato alla vita di Carole King
- 2015
  - Fun Home – libretto di Lisa Kron, musiche di Jeanine Tesori, testi di Lisa Kron; basato sul fumetto Fun Home. Una tragicommedia familiare di Alison Bechdel
  - An American in Paris – libretto di Craig Lucas, musiche di George Gershwin, testi di Ira Gershwin; basato sul film Un americano a Parigi
  - Something Rotten! – libretto di Karey Kirkpatrick e John O'Farrell, musiche e testi di Wayne Kirkpatrick e Karey Kirkpatrick; ispirato alla vita di William Shakespeare
  - The Visit – libretto di Terrence McNally, musiche di John Kander, testi di Fred Ebb; basato sul dramma La visita della vecchia signora di Friedrich Dürrenmatt
- 2016
  - Hamilton – libretto, musiche e testi di Lin-Manuel Miranda; basato sulla biografia Alexander Hamilton di Ron Chernow
  - Bright Star – libretto e musiche di Edie Brickwell e Steve Martin, testi di Edie Brickell; basato sul film Bright Star
  - School of Rock –- libretto di Julian Fellowes, musiche di Andrew Lloyd Webber e testi di Glenn Slater; basato sul film School of Rock
  - Shuffle Along, or, the Making of the Musical Sensation of 1921 and All That Followed – libretto di George C. Wolfe, musiche di Eubie Blake, testi di Noble Sissle; ispirato al musical Shuffle Along
  - Waitress – libretto di Jessie Nelson, musiche e testi di Sara Bareilles; basato sul film Waitress - Ricette d'amore
- 2017
  - Dear Evan Hansen – libretto di Steven Levenson, musiche e testi di Benj Pasek and Justin Paul; originale
  - Come From Away – libretto, musiche e testi di Irene Sankoff and David Hein; ispirato a eventi reali accaduti in seguito agli attentati dell'11 settembre 2001
  - Groundhog Day – libretto di Danny Rubin, musiche e testi di Tim Minchin; basato sul film Ricomincio da capo
  - Natasha, Pierre & The Great Comet of 1812 – libretto, musiche e testi di Dave Malloy; basato sul volume 2, parte 5 di Guerra e pace di Lev Tolstoj
- 2018
  - The Band's Visit – libretto di Itamar Moses, musiche e testi di David Yazbek; basato sul film La banda
  - Frozen – libretto di Jennifer Lee, musiche e testi di Kristen Anderson-Lopez e Robert Lopez; basato sul film Frozen - Il regno di ghiaccio
  - Mean Girls – libretto di Tina Fey, musiche di Jeff Richmond e testi di Nell Banjamin; basato sul film Mean Girls
  - SpongeBob SquarePants – libretto di Tina Landau, musiche e testi di Yolanda Adams, Steven Tyler & Joe Perry, Sara Bareilles, Jonathan Coulton, Alex Ebert, The Flaming Lips, Lady Antebellum, Cyndi Lauper & Rob Hyman, John Legend, Panic! at the Disco, Plain White T's, They Might Be Giants, T.I., Domani & Lil'C; basato sulla serie animata SpongeBob
- 2019
  - Hadestown - libretto e colonna sonora di Anaïs Mitchell
  - Ain't Too Proud - libretto di Dominique Morisseau, colonna sonora di The Temptations.
  - Beetlejuice - libretto di Scott Brown & Anthony King, colonna sonora di Eddie Perfect.
  - The Prom - libretto di Chad Beguelin & Bob Martin, colonna sonora di Matthew Sklar e Chad Beguelin
  - Tootsie - libretto di Robert Horn, colonna sonora di David Yazbek.

### Anni 2020
- 2021
  - Moulin Rouge!, libretto di John Logan, colonna sonora di autori vari; basato sul film di Baz Luhrmann (2001)
  - Jagged Little Pill, libretto di Diablo Cody, colonna sonora di Alanis Morissette & Glen Ballard
  - Tina: The Tina Turner Musical, libretto di Katori Hall, Frank Ketelaar & Kees Prins, colonna sonora di autori vari.
- 2022
  - A Strange Loop, libretto e colonna sonora di Michael R. Jackson.
  - Girl from the North Country, libretto di Conor McPherson, colonna sonora di Bob Dylan.
  - MJ, libretto di Lynn Nottage, colonna sonora di autori vari.
  - Mr. Saturday Night, libretto di Billy Crystal, Lowell Ganz, Amanda Green, Babaloo Mandel, colonna sonora di Jason Robert Brown; basato sul film di Billy Crystal (1992)
  - Paradise Square, libretto di Christina Anderson, Craig Lucas e Larry Kirwan, colonna sonora di Jason Howland, testi di Nathan Tysen e Masi Asare.
  - Six, libretto e colonna sonora di Toby Marlow e Lucy Moss.
- 2023
  - Kimberly Akimbo, libretto di David Lindsay-Abaire, colonna sonora di Jeanine Tesori.
  - & Juliet, libretto e colonna sonora di Max Martin e autori vari, arrangiato da Bill Sherman.
  - New York, New York, libretto di Fred Ebb e colonna sonora di John Kander.
  - Shucked, libretto e colonna sonora di Brandy Clark e Shane McAnally.
  - A qualcuno piace caldo, libretto di Marc Shaiman e Scott Wittman e colonna sonora di Marc Shaiman.

## Primati
Alcuni record segnalati:
- The Sound of Music e Fiorello! sono gli unici due musical ad aver vinto il premio a pari merito, nel 1960
- Passion è il musical vincitore del premio meno longevo della storia di Broadway arrivando a 280 rappresentazioni
- The Phantom of the Opera è il musical, oltre essere un vincitore, più longevo della storia di Broadway superando le 11878 rappresentazioni nel 2016
- The Producers è il musical che ha vinto il maggior numero di premi ai Tony Awards, ben dodici su quindici candidature
- Hamilton è il musical che ha ottenuto il maggior numero di candidature ai Tony Awards, ben sedici vincendone undici